# Барнаульская ГТ-ТЭЦ
Барнаульская ГТ-ТЭЦ — газотурбинная тепловая электростанция (теплоэлектроцентраль), расположенная в г. Барнауле, Алтайский край, в непосредственной близости от Барнаульской ТЭЦ-1. Собственник станции — АО «ГТ Энерго».

## Конструкция станции
Барнаульская ГТ-ТЭЦ представляет собой тепловую газотурбинную электростанцию с комбинированной выработкой электроэнергии и тепла (ГТУ-ТЭЦ). Установленная мощность электростанции — 36 МВт, тепловая мощность — 80 Гкал/час. Основное топливо — природный газ.
Основное генерирующее оборудование станции скомпоновано в четыре энергоблока электрической мощностью по 9 МВт и тепловой мощностью по 20 Гкал/час, каждый из которых включает в себя газовую турбину ГТ-009, турбогенератор ТФЭ-10-2ГУЗ и котёл-утилизатор КУВ-23,2(20)-170. Производитель газовых турбин — АО «Казанское моторостроительное производственное объединение», котлов-утилизаторов — «Барнаульский котельный завод». Электроэнергия станции выдаётся в энергосистему по линиям электропередачи напряжением 110 кВ на подстанцию «Сибэнергомаш».

## Экономическое значение
Барнаульская ГТ-ТЭЦ обеспечивает энергоснабжение в энергедефицитной энергосистеме Алтайского края, выработка электроэнергии в 2018 году составила 1,1 млн кВт·ч. Один из основных потребителей — Барнаульский котельный завод. Возможно использование станции для теплоснабжения, но по состоянию на 2018 год к тепловым сетям Барнаульская ГТ-ТЭЦ не подключена, образуя резерв теплоснабжения.

## История строительства и эксплуатации
Барнаульская ГТ-ТЭЦ была построена ОАО «ГТ-ТЭЦ Энерго» (входило в группу «Энергомаш») в рамках программы по возведению большого количества малых газотурбинных электростанций в регионах России. Строительство станции было начато в 2001 году. Станция была введена в эксплуатацию, по разным данным, в 2005, 2006 или 2007 годах. Планировалось строительство в Барнауле ещё двух газотурбинных электростанций (в том числе с накопителем энергии инерционного типа), но в связи с банкротством группы «Энергомаш» эти планы осуществлены не были.